# Afrocaribeños

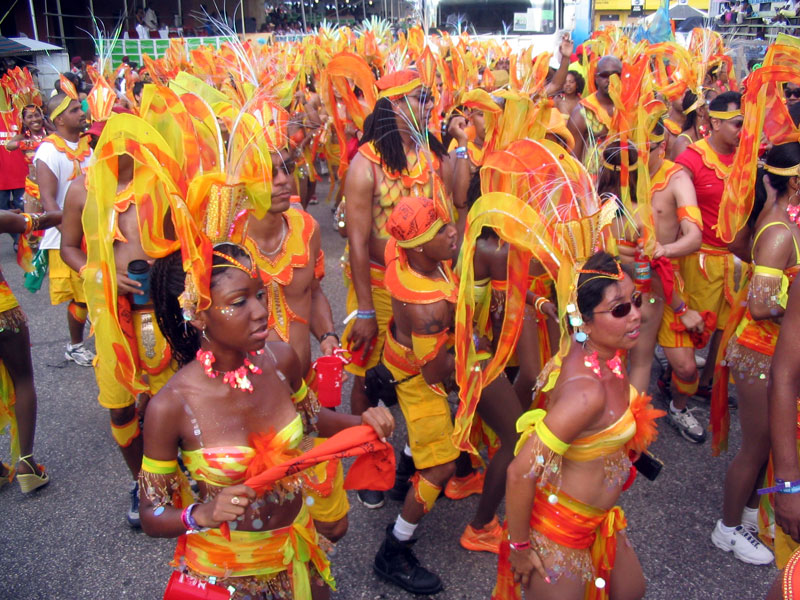
Carnaval en la nación caribeña de Trinidad y Tobago.

Los afrocaribeños son pueblos del Caribe, de origen africano, cuya historia se inicia tras la llegada de Cristóbal Colón a la región, en 1492. Otros nombres para el grupo son afro-anglo-caribeños (especialmente en la diáspora africana a Reino Unido), afroantillanos o afrohindúes occidentales.
Entre los siglos XVI y XIX, periodo del comercio atlántico de esclavos, un gran número de africanos llegó al Caribe como mano de obra esclava destinada a las grandes propiedades agrícolas de monocultivos, las conocidas plantaciones, explotadas por las potencias coloniales: británicos, franceses, españoles y neerlandeses. La posterior resistencia de los afrocaribeños, a través de revoluciones y revueltas, llevó en algunos casos, a la abolición de la esclavitud. Posteriormente, antiguos esclavos se involucraron en movimientos por la independencia de las colonias americanas, contribuyendo a la creación de estados nacionales en la región.
Aunque la mayoría de los afrocaribeños aún permanecen en el Caribe, hubo una significativa diáspora por todo el hemisferio occidental entre mediados del siglo XIX y mediados del XX, principalmente a Gran Bretaña, Francia, Estados Unidos y Canadá. Varios de ellos se destacaron en las sociedades occidentales y africanas, de Marcus Garvey y W. E. B. Du Bois a Frantz Fanon; de Colin Powell a Bob Marley.

## Historia de los afrocaribeños

### Siglos XVI a XVIII
Tras los primeros viajes colombinos, los archipiélagos e islas del Caribe fueron los primeros destinos de la diáspora africana del Atlántico occidental. En 1492, Pedro Alonso Niño pilotó uno de los navíos de Colón. Volvió al Caribe en 1499, pero no se asentó aunque fue el primero en traer esclavos para trabajar en la región, lo que le valió el apodo de El Negro. A comienzos del siglo XVI, más africanos comenzaron a integrar la población de las colonias caribeñas españolas, ora como exesclavos libertos, ora como siervos esclavos, trabajadores y peones. Esta creciente demanda de trabajadores africanos en el Caribe fue en parte resultado del enorme despoblamiento causado por masacres, condiciones precarias y enfermedades traídas por los colonizadores europeos a los taínos y otras poblaciones indígenas de la región. A mediados del siglo XVI, el comercio de esclavos africanos hacia el Caribe era ya muy lucrativo; Francis Drake y John Hawkins se preparan para hacer piratería y quebrar las leyes coloniales españolas, para así poder transportar a la fuerza cerca de 1 500 personas esclavizadas desde Sierra Leona a Saint-Domingue (actuales Haití y República Dominicana). Durante el siglo XVII y XVIII, el colonialismo europeo en el Caribe se volvió cada vez más dependiente del trabajo esclavo en las plantaciones, así que, a finales del siglo XVIII en muchas islas de la región los afrocaribeños libres eran más numerosos que sus patronos blancos. Las duras condiciones de vida, la rivalidad constante entre los imperios y un sentimiento creciente revolucionario resultó en la revolución de Haití liderada por Toussaint Louverture y Jean-Jacques Dessalines.

### Siglos XIX a XXI
En 1804, Haití, con una población mayoritaria negra y nuevo liderazgo, se hizo así el segundo país de América en conquistar la independencia de un Estado europeo. Durante el siglo XIX, las continuas rebeliones, como la Guerra Batista en Jamaica, liderada por Sam Sharpe, crearon las condiciones para la abolición progresiva de la esclavitud en la región, siendo Cuba la última isla emancipada. Durante el siglo XX, las personas afro-caribeñas comenzaron a hacer valorar sus derechos culturales, económicos y políticos en el escenario mundial, comenzando con un movimiento La Asociación Universal para el Progreso Negro de Marcus Garvey en los Estados Unidos, continuaron con el movimiento negro de Aimé Césaire. A partir de los años 1960, las Indias Occidentales iniciaron la lucha por la independencia del dominio colonial británico, y fueron preeminentes en la creación de nuevas formas culturales, como el reggae, el calipso y el rastafarismo dentro del propio Caribe. Sin embargo, además de en la región, una diáspora afrocaribeña en curso, incluyendo figuras como Stokely Carmichael y DJ Kool Herc, fue influyente en la creación del Black Power y el hip-hop estadounidenses, así como desarrollos culturales en Europa, evidenciado por teóricos influyentes como Frantz Fanon y Stuart Hall.

## Personajes destacados de la historia afrocaribeña
Política
- José Francisco Peña Gómez — Líder Socialdemócrata dominicano de origen haitiano
- José Prudencio Padilla - Militar, marino y prócer colombiano que participó en las guerras de independencia de Colombia
- Juan José Nieto Gil -  Político, escritor, militar y estadista colombiano, primer y único presidente de raíces africanas nacido en el Caribe colombiano
- Toussaint Louverture — Revolucionario, general y gobernador haitiano
- Jean-Jacques Dessalines — Revolucionario, general y jefe de Estado haitiano
- Marcus Garvey — Político y escritor jamaicano
- Nanny de los Maroons — Revolucionario de la emancipación jamaicana
- Bussa — Revolucionario de la emancipación barbadiano
- Henri Christophe — Revolucionario, general y jefe de Estado haitiano
- Jean-Bertrand Aristide — Político, padre y jefe de Estado haitiano
- Portia Simpson Miller — Primera ministra jamaicana
- Dean Barrow — Jefe de Estado de Belice.
- Paul Bogle — Activista político jamaicano
- Solitude — Revolucionario de la emancipación de Guadalupe.
- Forbes Burnham — Jefe de Estado de Guyana.
- Michael Manley — Político jamaicano.
- Stokely Carmichael - Activista de derechos civiles trinitense.
- Dutty Boukman —  Revolucionario de la emancipación jamaicana y haitiana.
- Antonio Maceo Grajales — Revolucionario y general cubano.
- Juan Almeida Bosque — Revolucionario y general cubano.
- Mary Eugenia Charles — Jefa de estado de Dominica.

Ciencia y filosofía
- Frantz Fanon — Escritor, psicólogo y activista por los derechos civiles
- Stokely Carmichael — Escritor y activista trinitario.
- Manuel Zapata Olivella - Escritor, antropólogo y médico Loriquero.
- Stuart Hall — Filósofo jamaicano.
- Mary Seacole — Directora de hospital jamaicana.
- Candelario Obeso - Escritor y maestro Momposino.
- C.L.R. James — Escritor y activista trinitense.
- Walter Rodney — Escritor y activista guyanés.
- Arlie Petters — Profesor beliceño y matemático de la Universidad Duke.

Artes y cultura
- Bob Marley — Compositor, cantante y músico jamaicano

- Bebo Valdés — Músico cubano

- CLR James — Historiador, escritor y periodista trinitense
- Earl Lovelace — Escritor de romance trinitense.
- Joe Arroyo - Cantante Cartagenero de salsa y música tropical.

- Celia Cruz — Cantante cubana
- Alejandro Durán - Cantante, acordeonero y compositor vallenato.
- The Mighty Sparrow - Vocalista y compositor musical granadiano/trinitense
- Carlos Acosta — Bailarín de ballet cubano
- Johnny Ventura — Cantante dominicano
- Petrona Martínez - Cantante de Bullerengue.
- Derek Walcott — Poeta de Santa Lucía
- Afinaito - Cantante de champeta.
- Joey Badass — Rapero de Santa Lucía
- Wyclef Jean — Músico, vocalista, compositor y activista haitiano.
- Emilia Herrera - Cantante de bullerengue.
- Sidney Poitier — Actor bahamés premiado por la Academia de Hollywood
- John Barnes — Futbolista nacido en Jamaica
- Chevalier de Saint-George — Compositor guadalupense
- Frank Bowling — Pintor plástico guyanés
- Mc Ari - Rapero Cartagenero
- Brian Lara — Deportista de críquet trinitense
- Rihanna — Compositora y cantante barbadense
- Sir Vivian Richards — Jugador de críquet antillano

Deportes
- Kid Pambelé - Campeón mundial de boxeo e integrante del salón de la fama, oriundo de San Basilio de Palenque.
- David Ortiz - Beisbolista Dominicano.
- Shaunae Miller-Uibo - Atleta Bahameña.
- Mijaín López - Luchador Cubano, cuatro veces medallista olímpico.
- Carlos Bacca - Futbolista Atlanticense, goleador y tricampeón de UEFA Europa League.
- Irving Saladino - Atleta Panameño, medallista olímpico.
- Usain Bolt - Atleta Jamaicano, conocido como "El hombre más rápido del planeta".
- Jorge Julio Rocha - Boxeador Sucreño, medallista olímpico en Seúl.
- Ronald Acuña Jr - Beisbolista Venezolano.
- Ato Boldon - Atleta Trinitense, medallista olímpico en Sidney.
- Roberto Clemente - ExBeisbolista Puertorriqueño.
- Edgar Rentería - Beisbolista Barranquillero, dos veces campeón y MVP de la serie mundial de Béisbol.
- Shelly-Ann Fraser-Pryce - Atleta Jamaicana, múltiple campeona mundial y olímpica.
- Elaine Thompson-Herah - Atleta Jamaicana, múltiple campeona olímpica y mundial.
- Anthony Zambrano - Atleta Guajiro, medallista olímpico en Tokio.
- Thea LaFond - Atleta nacida en Dominica, medallista olímpica.

## Grupos principales
- Afro-jamaicanos
- Afro-trinitenses
- Afro-bahameños
- Afro-cubanos
- Afrocolombianos
- Afrovenezolanos
- Afrocostarricenses
- Haitianos
- Afro-puertorriqueños
- Afro-dominicanos
- Afro-barbadenses
- Afro-granadinos
- Afro-sanvicentinos
- Afro-beliceños
- Raizal, en el archipiélago de San Andrés, Providencia y Santa Catarina, en la Colombia, al ancho de Mosquitia.
- Comunidad afro-anglo-caribeña
- Australianos de ascendencia caribeña
- Brasileños de ascendencia caribeña
- Afro-hindú-occidental
- Afro-latino-americanos
- Otros miembros de la Diáspora africana o de Caribe

## Cultura
- Música afrocaribeña